# Home Again
Home Again (bra: De Volta para Casa; prt: Uma Casa Cheia) é um filme de comédia romântica estadunidense de 2017, escrito e dirigido por Hallie Meyers-Shyer, em sua estreia na direção. É estrelado por Reese Witherspoon, Nat Wolff, Jon Rudnitsky, Pico Alexander, Michael Sheen e Candice Bergen, e segue uma mãe solteira de 40 anos que permite que três jovens aspirantes a cineastas morem com ela em sua casa em Los Angeles. O filme foi lançado em 8 de setembro de 2017 pela Open Road Films e arrecadou US$ 37 milhões em todo o mundo.

## Elenco
- Reese Witherspoon como Alice Kinney, esposa de Austen e mãe de Isabel e Rosie, recentemente se separou do marido e tentando iniciar um negócio de design de interiores
- Nat Wolff como Teddy Dorsey, irmão de Harry, um dos três aspirantes a cineastas que Alice conhece no seu 40º aniversário e o ator principal no filme do trio.
- Jon Rudnitsky como George Appleton, um roteirista perspicaz que cria um vínculo com Isabel
- Pico Alexander como Harry Dorsey, o interesse amoroso de Alice, o irmão de Teddy e o diretor do curta-metragem do trio
- Lake Bell como Zoey Bell, cliente do nascente negócio de design de interiores de Alice
- Reid Scott como Justin Miller, um diretor de cinema interessado em transformar o trio em um longa
- Dolly Wells como Tracy, a melhor amiga de Alice
- Lola Flanery como Isabel Blume-Kinney, filha mais velha de Austen e Alice e irmã de Rosie, que sente ansiedade por sua nova escola
- Eden Grace Redfield como Rosie Blume-Kinney, filha mais nova de Austen e Alice e irmã de Isabel
- P.J. Byrne como Paul
- Josh Stamberg como Warren
- Michael Sheen como Austen Blume, o marido produtor de discos de Alice em Nova York e o pai de Isabel e Rosie
- Candice Bergen como Lillian Stewart, mãe de Alice e ex-atriz.

## Produção
Em maio de 2016, foi anunciado que Rose Byrne havia sido escalada para o filme, com Hallie Meyers-Shyer escrevendo e dirigindo, e Nancy Meyers e Erika Olde atuando como produtoras, sob a bandeira Black Bicycle Entertainment. Em agosto de 2016, foi anunciado que Reese Witherspoon estava programada para estrelar o filme, substituindo Byrne. Em outubro de 2016, Candice Bergen, Michael Sheen e Reid Scott se juntaram ao elenco, e em novembro de 2016, Jon Rudnitsky, Lake Bell, Nat Wolff e Pico Alexander também se juntaram.

### Filmagem
A filmagem principal começou em outubro de 2016 em Los Angeles e durou até 7 de dezembro de 2016.
A casa do filme fica em Brentwood, California e foi construída em 1929 e reformada em 1936. Tem 5 quartos, 5 banheiros e 1 lavabo, 14 cômodos no total em 350 m2. Entre seus donos estão Cindy Crawford (a casa foi capa e recheio da Elle Décor em 2002) e Ben Affleck e Jennifer Garner por volta de 2005.

### Lançamento
Em setembro de 2016, a Open Road Films adquiriu direitos de distribuição do filme. Foi lançado nos Estados Unidos em 8 de setembro de 2017.

### Bilheteria
Em 14 de maio de 2018, Home Again arrecadou US$ 27 milhões nos Estados Unidos e Canadá e US$ 10,3 milhões em outros territórios, num total mundial de US$ 37,3 milhões, contra um orçamento de produção de US$ 12 milhões.
Na América do Norte, Home Again foi lançado ao lado de It e foi projetado para arrecadar entre US$ 10 e 12 milhões de 2,940 cinemas em seu primeiro fim de semana. Ele ganhou US$ 300,000 a partir de visualizações da noite de quinta-feira e US$ 3,1 milhões no primeiro dia. Ele estreou com US$ 8,6 milhões, terminando em segundo nas bilheterias, atrás de It (US$ 123,4 milhões). Em seu segundo final de semana, o filme caiu 38%, para US$ 5,3 milhões, terminando em quarto lugar, atrás de It e dos novatos American Assassin e Mother!.

### Mídia doméstica
Home Again foi lançado em Digital HD em 21 de novembro de 2017 e em DVD e Blu-ray pela Universal Pictures Home Entertainment em 12 de dezembro de 2017.

## Recepção
No Rotten Tomatoes, o filme tem uma classificação de aprovação de 33% com base em 123 críticas, com uma classificação média de 4,8/10. O consenso crítico do site diz: "Home Again reúne uma talentosa multidão de veteranos de comédia romântica nos dois lados da câmera - todos os quais infelizmente fizeram um trabalho muito melhor". Em Metacritic, que atribui uma classificação média normalizada a críticas, o filme tem uma pontuação média ponderada de 41 em 100, com base em 29 críticos, indicando "críticas mistas ou médias". As audiências consultadas pelo CinemaScore deram ao filme uma nota média de "B" na escala A + a F.